# René Obermann
René Obermann, né le 5 mars 1963 à Düsseldorf, en Rhénanie-du-Nord-Westphalie, est un homme d'affaires allemand, qui a été PDG de plusieurs sociétés, et qui est depuis 2015 haut responsable dans la société d'investissement américaine Warburg Pincus. Il est devenu également président du conseil d'administration d'Airbus le 16 avril 2020. Il a été auparavant PDG de Deutsche Telekom AG, du 13 novembre 2006 au 31 décembre 2013.

## Etudes
Natif de Düsseldorf, il a grandi à Krefeld. Après avoir obtenu son diplôme d'études secondaires et terminé son service militaire, où il a passé deux ans dans l'armée de l'air, il a commencé sa carrière professionnelle chez BMW à Munich et a terminé un programme d'apprentissage en commerce en 1986. Il a commencé a étudier l'économie à l'Université de Münster.

## Carrière
En 1986, Obermann fonde sa propre société ABC Telekom (maintenant The Phone House Telecom GmbH ), située à Münster, en Allemagne. Andreas Gerdes est son associé de 1988 à 1992.
Il abandonne ses études en première année en raison du développement réussi d'ABC. En 1991, il vend ABC Telekom, qui fusionne avec le conglomérat hong-kongais Hutchison Whampoa Ltd. et est devenue Hutchison Mobilfunk GmbH. Obermann a été Managing Partner de 1992 à 1993 et Chief Executive Officer de 1993 à 1998.
Après avoir vendu ses actions restantes, Obermann commence sa carrière chez Deutsche Telekom Group, d'abord chez T-Mobile Deutschland GmbH en tant que membre du directoire. De mars 2000 à mars 2002, il est PDG de T-Mobile Deutschland. En juin 2001, il devient également CEO Europe de T-Mobile International AG. En novembre 2002, il devient membre du conseil d'administration de Deutsche Telekom AG et est ensuite nommé PDG de la division mobile du groupe, T-Mobile International AG. Il succède aux deux derniers rôles de Kai-Uwe Ricke qui a été nommé PDG de Deutsche Telekom AG.
Après la démission de Ricke en 2006, Obermann devient le PDG de Deutsche Telekom AG. Pendant le mandat d'Obermann en tant que PDG, il a joué un rôle déterminant dans l'obtention d'un partenariat exclusif d'Apple Inc. pour Deutsche Telekom afin de vendre l'iPhone d'origine en Allemagne et dans d'autres pays européens à la fin de 2007. D'autres succès sont à mettre à son actif : la première place sur le marché allemand, la fusion d'Orange UK et T-Mobile UK à Everything Everywhere (maintenant EE Limited )  et la fusion de MetroPCS avec T-Mobile USA aux États-Unis et son introduction en bourse ultérieure. En 2012, Obermann a également repris la responsabilité de l'innovation dans le groupe.
De février 2007 à novembre 2013, Obermann est vice-président de l'association numérique allemande BITKOM.
Obermann quitte Deutsche Telekom en décembre 2013 et assume le rôle de PDG du fournisseur néerlandais de câble et d'Internet, Ziggo. Sa décision avait déjà été publiée en 2012 – il souhaitait reprendre un rôle plus opérationnel – retourner dans la « salle des machines » d'où il venait. En 2014, il devient public que Ziggo deviendrait la cible du rachat de Liberty Global. Obermann annonce qu'il quittera donc l'entreprise à l'issue de la fusion, qui a eu lieu fin 2014.
En février 2015, Obermann devient responsable pour l'Allemagne de l'activité de la société de capital-investissement américaine Warburg Pincus. Il travaille depuis Londres,. En avril 2016, Obermann devient membre du conseil consultatif de la German Internet Economy Foundation, qui soutient l'économie numérique allemande et européenne.
En 2019, René Obermann dirige les activités de Warburg Pincus depuis Berlin.
En avril 2020, Obermann devient Président du Conseil d'Administration d'Airbus, succédant à Denis Ranque. En avril 2021, il est reconduit à cette fonction par les actionnaires.

## Autres activités

### Conseils d'entreprise
- Président du Conseil d'administration d'Airbus SE[20]
- Membre du Conseil d'administration de Telenor Group[21]
- Allianz Deutschland AG, Membre du Conseil de Surveillance (2017-2020)[22]
- inexio Beteiligungs GmbH & Co. KGaA, Membre du Conseil de Surveillance (2017-2020)[23]
- Inmarsat, Membre non exécutif du Conseil d'administration
- IONOS Internet Holding SE, Président du Conseil de Surveillance (depuis 2017)[24]
- Strato AG, Président du Conseil de Surveillance (depuis 2017)[25]
- Die Zeit, membre du comité de rédaction (2017-2019)[26],[27]
- CompuGroup Medical SE, Membre du Conseil de Surveillance (2015-2017)[28]
- Spotify Technology SA, Membre du Conseil de Surveillance (2014-2016)
- E.ON SE, Membre du Conseil de Surveillance (2011-2016)
- ThyssenKrupp AG, Membre du Conseil de Surveillance (2013-2018)

### Associations à but non lucratif
- German Startups Association, membre du conseil d'administration (depuis 2019)[29]
- Association allemande des technologies de l'information, des télécommunications et des nouveaux médias (BITKOM), vice-président (2007-2013)

Obermann a épousé la présentatrice de télévision allemande Maybrit Illner le 14 août 2010.
Prix 2004 : Zukunftspreis (prix de la technologie et de l'innovation) par la CDU Rhénanie du Nord-Westphalie
2011 : Victoria d'or pour l'intégration
2012 : Prix Ben Gourion de leadership, Université de Beer Sheva, Israël
2012 : Professeur d'économie à l'Université Heinrich-Heine de Düsseldorf, Allemagne
2013 : Officier de la Légion d'honneur française